# زیردریایی هیومیتا (اس۲۰)
زیردریایی هیومیتا (اس۲۰) (به انگلیسی: Brazilian submarine Humaitá (S20)) یک زیردریایی است که طول آن ۲۹۵٫۲ فوت (۹۰٫۰ متر) می‌باشد. این زیردریایی  در سال ۱۹۷۱ ساخته شد.